# 双色小剑水蚤
双色小剑水蚤（学名：Microcyclops bicolor）为剑水蚤科小剑水蚤属的动物，是中国的特有物种。分布于广东、黑龙江、新疆等地，常生活于有水草的小型池塘中或湖泊沿岸带的水草丛中以及流速缓慢得河流。